# Balaghat
Balaghat (Hindi बालाघाट Bālāghāṭ) ist eine Stadt im indischen Bundesstaat Madhya Pradesh.
Balaghat liegt 150 km südlich von Jabalpur am Ostufer der Wainganga. Die Stadt ist Verwaltungssitz des gleichnamigen Distrikts.
Balaghat besitzt als Stadt den Status eines Nagar Palika Parishad. Die Stadt ist in 33 Wards gegliedert. Beim Zensus 2011 hatte Balaghat 84.261 Einwohner.